# Транзакционное лидерство
Транзакционное лидерство — стиль лидерства, при котором лидер добивается выполнения поставленных задач от своих последователей через метод «кнута и пряника». Руководители такого типа тщательно анализируют действия своих подчинённых, для выявления ошибок и неточностей в них. Данный тип лидерства является эффективным в кризисных и чрезвычайных ситуациях, а также, когда нужный проект должен осуществиться в заранее определенной форме.

## Пирамида потребностей Маслоу
В контексте пирамиды потребностей по Маслоу, транзакционное лидерство работает с базовыми, нижними уровнями удовлетворения потребностей (в отличие от трансформационной модели лидерства, где упор делается на верхние уровни). Транзакционные лидеры используют модель обмена, с наградами, которые выдаются за хорошую работу и положительные результаты. И наоборот, люди с этим стилем руководства могут также наказывать за плохую работу или отрицательные результаты, пока проблема не будет исправлена. Транзакционное лидерство фокусируется на выполнении конкретных задач, управляя всеми компонентами в отдельности.
Транзакционная модель лидерства направлена на решение сиюминутных задач, а не на долгосрочное планирование. При этом вознаграждение (например, похвала) даётся, когда поставленные цели выполняются вовремя, или когда высокий темп работы держится во время всего проекта. Наказание же (например, порицание) даётся, когда качество или темп работы падает ниже производственных стандартов, или цели и задачи не выполняются вообще.
При таком стиле лидерства, существуют 2 типа руководства: активное и пассивное. Активное управление означает, что лидер постоянно следит за работой подчинённых, вносит изменения и исправления до того, как случится какая-то ошибка. пассивное руководство предполагает выжидание, наблюдение за работой подчинённых со стороны до тех пор, пока не случится какая-то неприятность.

## Качества транзакционных лидеров
Транзакционные лидеры используют вознаграждения и наказания, добиваясь выполнения задач от своих последователей. При этом, они принимают цели, структуру и культуру существующей организации. Транзакционные лидеры, как правило, несут практическую направленность.
Транзакционные лидеры готовы работать в рамках существующей системы для достижения целей организации.
Транзакционное руководство, в первую очередь, пассивно.

## Сравнение транзакционного и трансформационного стилей руководства
Транзакционный и трансформационный стили руководства — стили, которые сравнивают чаще всего. Джеймс МакГрегор Бёрнс объяснял принципиальное различие следующим образом: "Транзакционные лидеры являются лидерами, которые обменивают реальные вознаграждения за труд на преданность последователей. Трансформационные лидеры являются лидерами, которые заставляют своих последователей сосредоточиться на более высоких порядках собственных потребностей, при этом повышая осведомленность о значении результатов собственного труда и новых способов, с помощью которых эти результаты могут быть достигнуты. Транзакционные лидеры, как правило, более пассивны, в то время как трансформационные лидеры демонстрируют активное поведение.
| Транзакционная модель                                                                                | VS. | Трансформационная модель |
| --- | --- | --- |
| Пассивное лидерство, реагирует на результаты.                                                        |     | Активное лидерство. |
| Работы в рамках организационной структуры.                                                           |     | Изменяет организационную структуру, корпоративную культуру.                                                                                             |
| Сотрудники достигают целей через поощрения и наказания, устанавливаемые лидером.                     |     | Сотрудники достигают целей через высшие идеалы и нравственные ценности.                                                                                 |
| Мотивирует последователей, взывая к их собственным интересам.                                        |     | Мотивирует последователей, призывая их ставить совместные интересы на первое место.                                                                     |
| Сохранение статуса-кво, использование стрессовой работы для достижения наибольшей работоспособности. |     | Индивидуальное внимание: каждое действие направлено на выражение внимания и поддержки. Содействие творческим и инновационным идеям для решения проблем. |

## Теория X и теория Y
«Теорию X и Y» Дугласа Макгрегора можно сравнить с этими двумя моделями лидерства. Теорию X можно связать с транзакционным лидерством, где руководители должны вселять страх за негативные последствия. В этих стиле и теории, негативное поведение наказывается, и сотрудники мотивированы с помощью стимулов.
Теория Y и модель трансформационного лидерства оказываются похожи, потому что эти теория и стиль поддерживают идею, что менеджеры работают для поощрения своих работников. Они считают, что отношения руководителей с работниками должны основываться на взаимном доверии и уважении. Лидеры помогают последователям выбрать нужные инструменты и методы для успешной работы.

## Примеры транзакционного руководства
Тренеры спортивных команд чаще всего используют одну из форм транзакционного лидерства. Они мотивируют своих игроков путём предоставления им наград за успешные игры. При этом они добиваются такого высокого уровня верности, что их подчинённые готовы рискнуть всем, пойти на риск и травмы, но добиться поставленной лидером задачи.
Поскольку этот стиль руководства особенно эффективен в кризисных ситуациях, ещё одним примером такого рода руководства, может служить Шарль де Голль. С помощью системы вознаграждений и наказаний, он смог стать лидером свободных французов в кризисной ситуации.